# 模板偏特化
模板偏特化是模板全特化的一种特殊形式，這個概念通常與C++编程语言有關，它允许程序员仅特化（指定）模板的某些参数，而不是完全特化模板（即指定所有模板參數）。